# Diego Epifanio
Diego Epifanio (Burgos, 25 de mayo de 1978) es un entrenador de baloncesto español que actualmente dirige al Obradoiro CAB, equipo que actualmente milita en la Primera FEB.

## Trayectoria
Diego Epifanio o ‘Epi’ tiene una larga trayectoria en el mundo de baloncesto tras más quince años dedicado a la formación de jugadores de baloncesto. Formó parte de la estructura del CB Atapuerca primero y el CB  Tizona después.
Tras doce años como segundo entrenador de Andreu Casadevall y tras la marcha de éste a la Liga ACB a las filas del CAI Zaragoza, se hace cargo del equipo burgalés del San Pablo Inmobiliaria, con el que consigue el ascenso a Liga ACB en la eliminatoria del play-off contra Quesos Cerrato Palencia.
Durante dos temporadas Diego lideró el ambicioso proyecto de Burgos, situando al equipo entre los más sólidos de la categoría y logrando en la temporada 2018/19 una meritoria clasificación para la Basketball Champions League.
Tras no continuar en Burgos, en junio de 2019 se compromete con el Club Baloncesto Breogán de la LEB Oro para intentar devolver al conjunto lucense a la Liga Endesa, recién descendido la temporada finalizada. A pesar de lograr el ascenso con el conjunto lucense en 2021, no fue renovado. 
El 21 de abril de 2022, firma como entrenador del Club Baloncesto Estudiantes de la Liga LEB Oro.
El 27 de junio de 2022, firma como entrenador del Leyma Coruña de la Liga LEB Oro.
El 11 de junio de 2025, firma como entrenador del Monbus Obradoiro de la Primera FEB por dos temporadas.

## Clubs
- 2007-2015 : CB Tizona Burgos. (LEB Oro). (Segundo entrenador)
- 2015-2019 : CB San Pablo Burgos. (LEB Oro/Liga ACB)
- 2019-2021: Breogán de Lugo. (LEB Oro)
- 2022: C. B. Estudiantes. (LEB Oro)
- 2022-2025: Leyma Coruña. (LEB Oro/Liga ACB)
- 2025-Act.: Obradoiro CAB. (Primera FEB)

## Palmarés
- Consigue el ascenso del San Pablo Inmobiliaria a Liga ACB en la temporada 2016-17.
- Copa Castilla y León 2017
- Copa Castilla y León 2018
- Ascenso a la Liga ACB con Río Breogán
- Ascenso a Liga ACB con el Leyma Básquet Coruña